# 국도 제70호선 (인도)
국도 제70호선(National Highway 70)은 무나바오에서 타노트(Tanot)까지 총 연장 323km의 거리로 연결해주는 인도의 일반 국도이다. 그러나 해당 국도는 중간에 단절되어 있는 구간이 존재하나, NH-70이 횡단하게 되어 있는 주는 라자스탄주가 유일하다. 그래서 해당 도로는 바라트말라의 일부분으로 이루어져 있다.

## 주요 경유지
주요 경유지는 NH25와 접촉되는 무나바오를 필두로 하여, 순드라, 마이즐라, 다나나, 아슈타르, 고타루 등이 있다. 다만 종점은 NH68과 접촉하는 타노트가 있다.

## 접촉하는 도로
- 국도 제25호선 : 무나바오
- 국도 제68호선 : 타노트